# オットマン (織物)

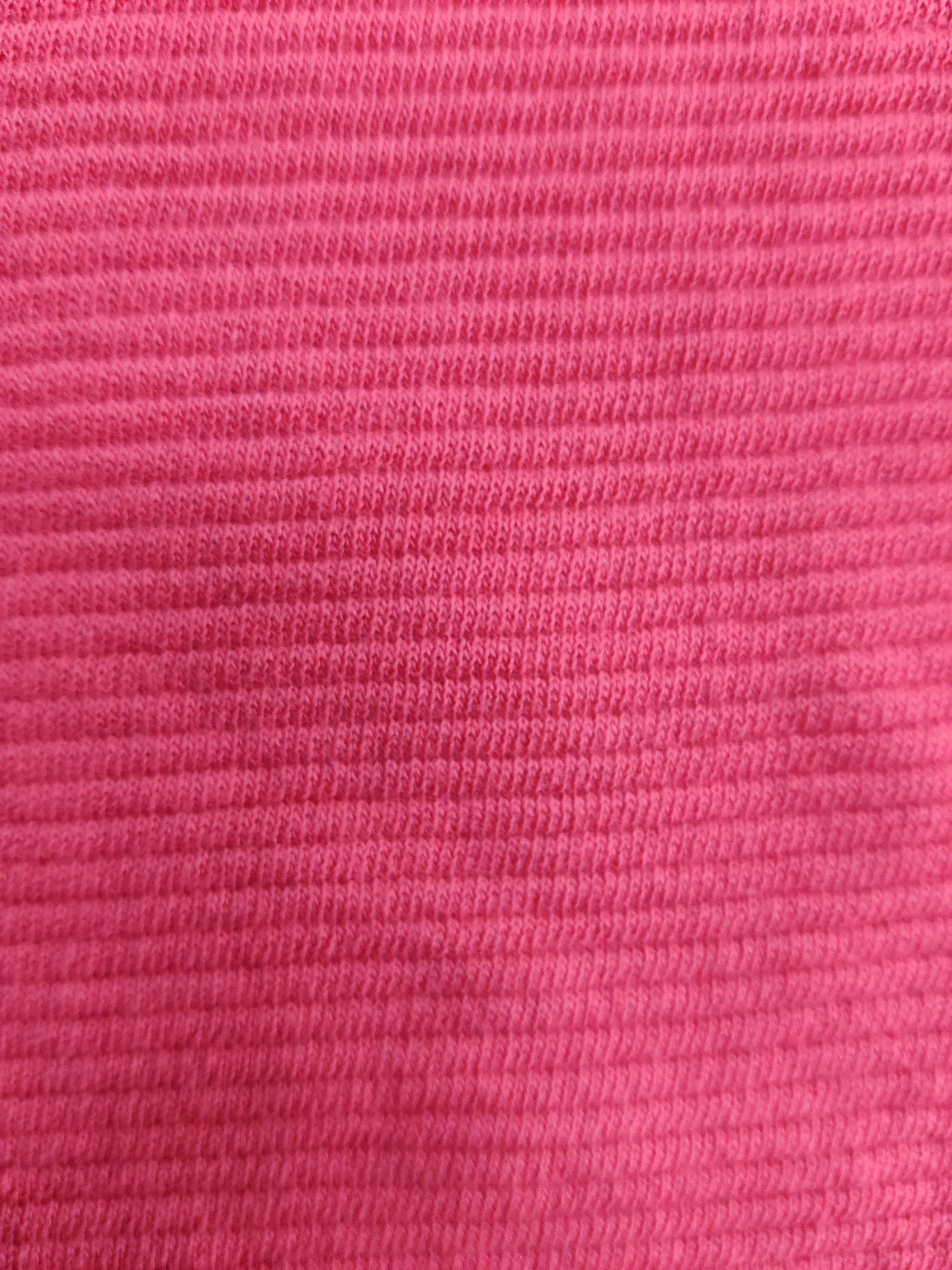

オットマン（ottoman）は、織物の一種。横の方向にやや太い畝を現したもの。
絹、綿の他、ウールや化学繊維などを材料としたものもある。婦人コート地、スーツ地などに用いられる。縦糸が太い横糸を覆って畝を現しているのでやや光沢があり、洗濯の際には強い揉み洗いを避ける必要がある。 